# Chi Cò nhạn
Chi Cò nhạn (danh pháp khoa học: Anastomus) là một chi chim trong họ Ciconiidae.

## Các loài
- Cò nhạn hay cò nhạn châu Á (A. oscitans), loài chim sinh sản cố định tại vùng nhiệt đới Nam Á, từ Ấn Độ và Sri Lanka về phía đông tới Đông Nam Á.
- Cò nhạn châu Phi (A. lamelligerus), loài chim sinh sản cố định tại châu Phi, gồm cả Madagascar.

## Hình ảnh

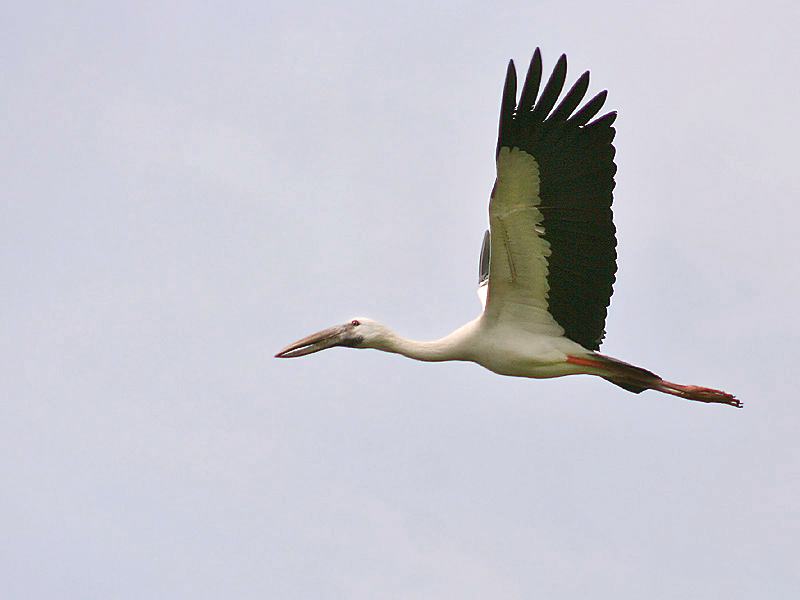
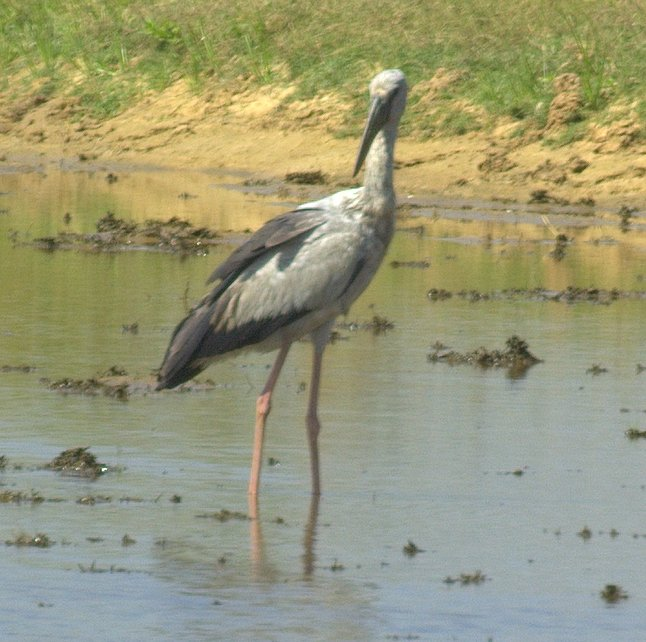
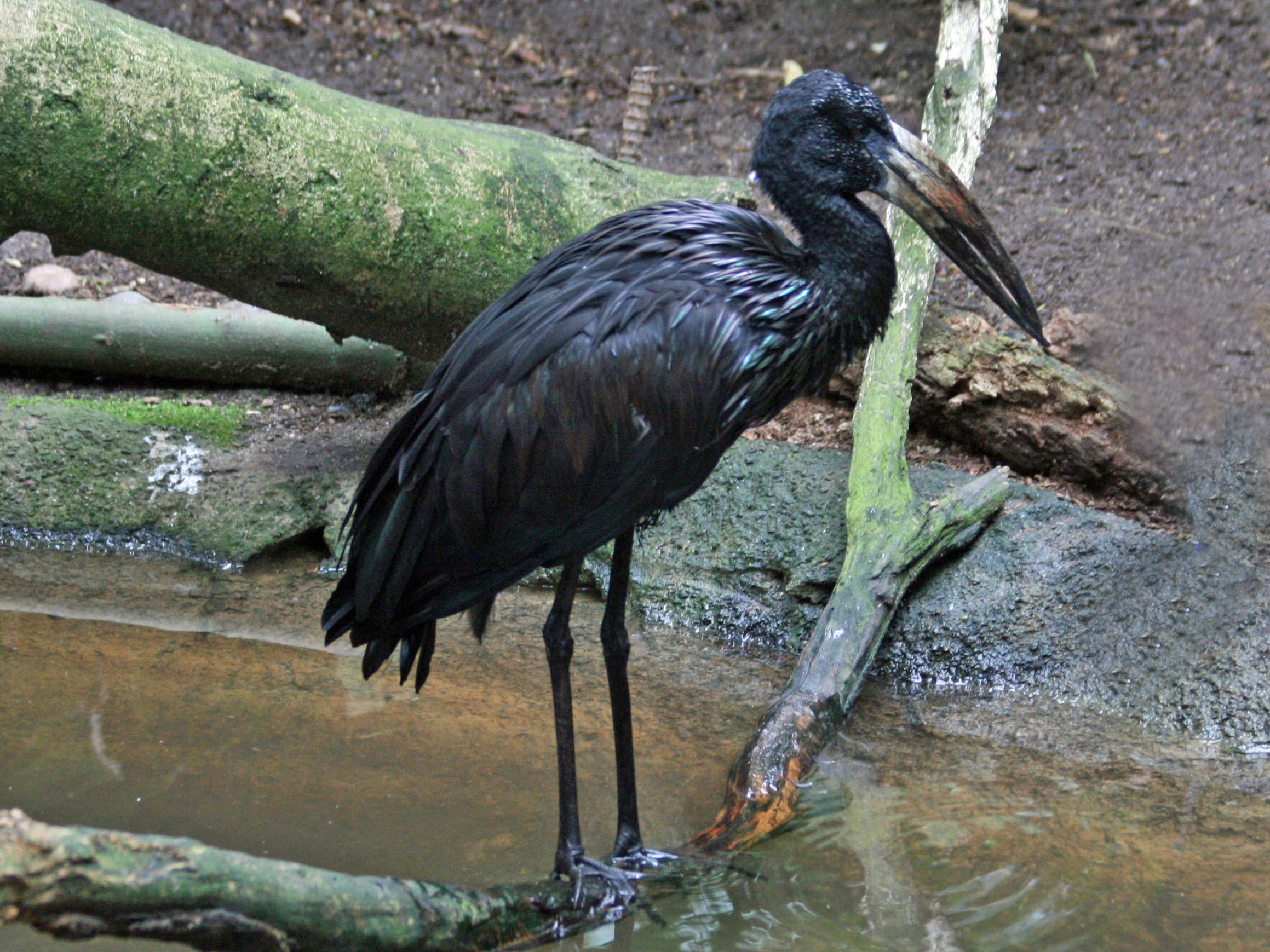
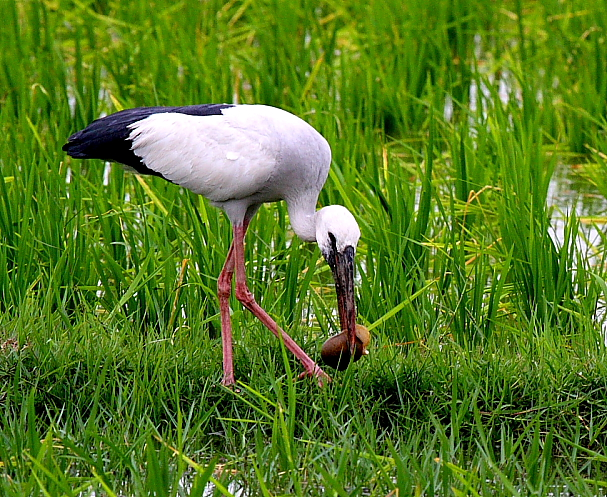
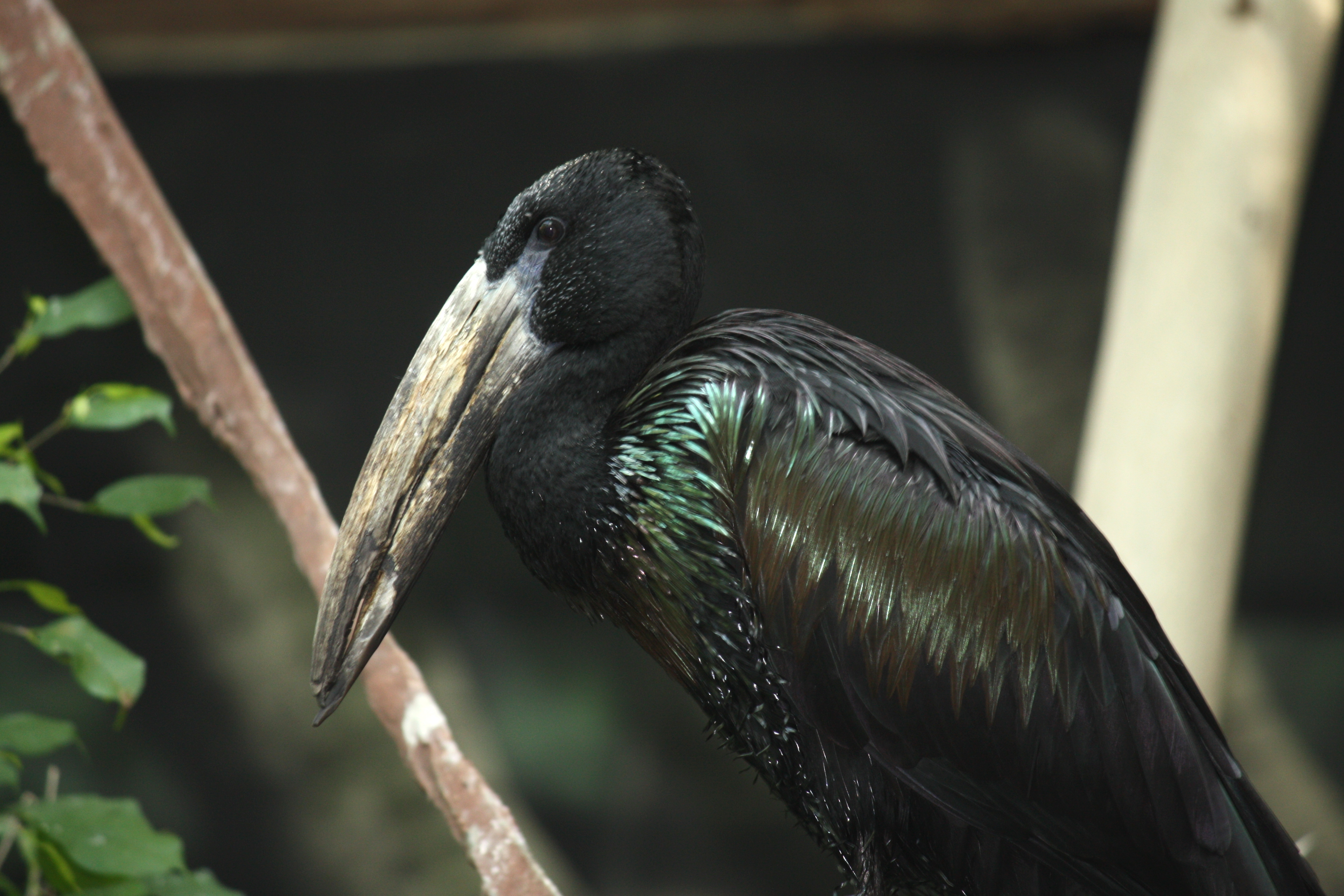
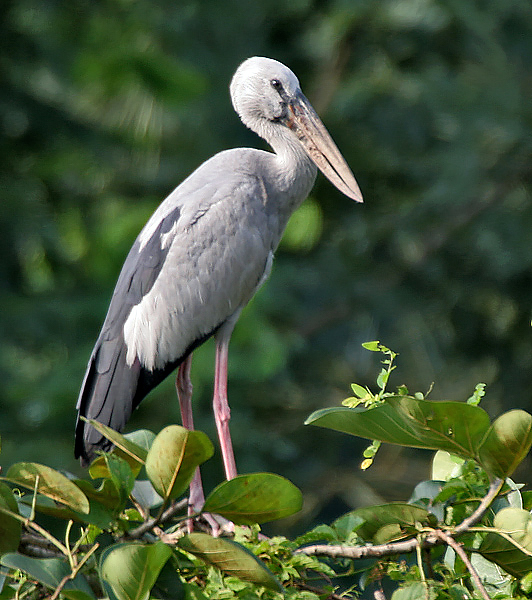
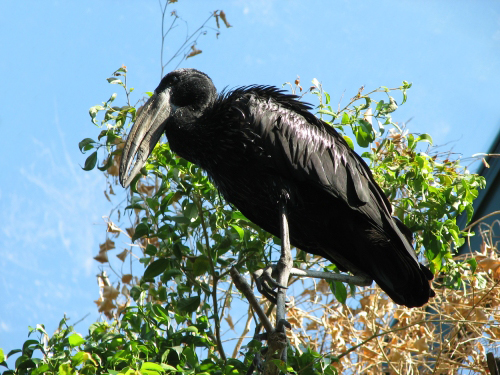
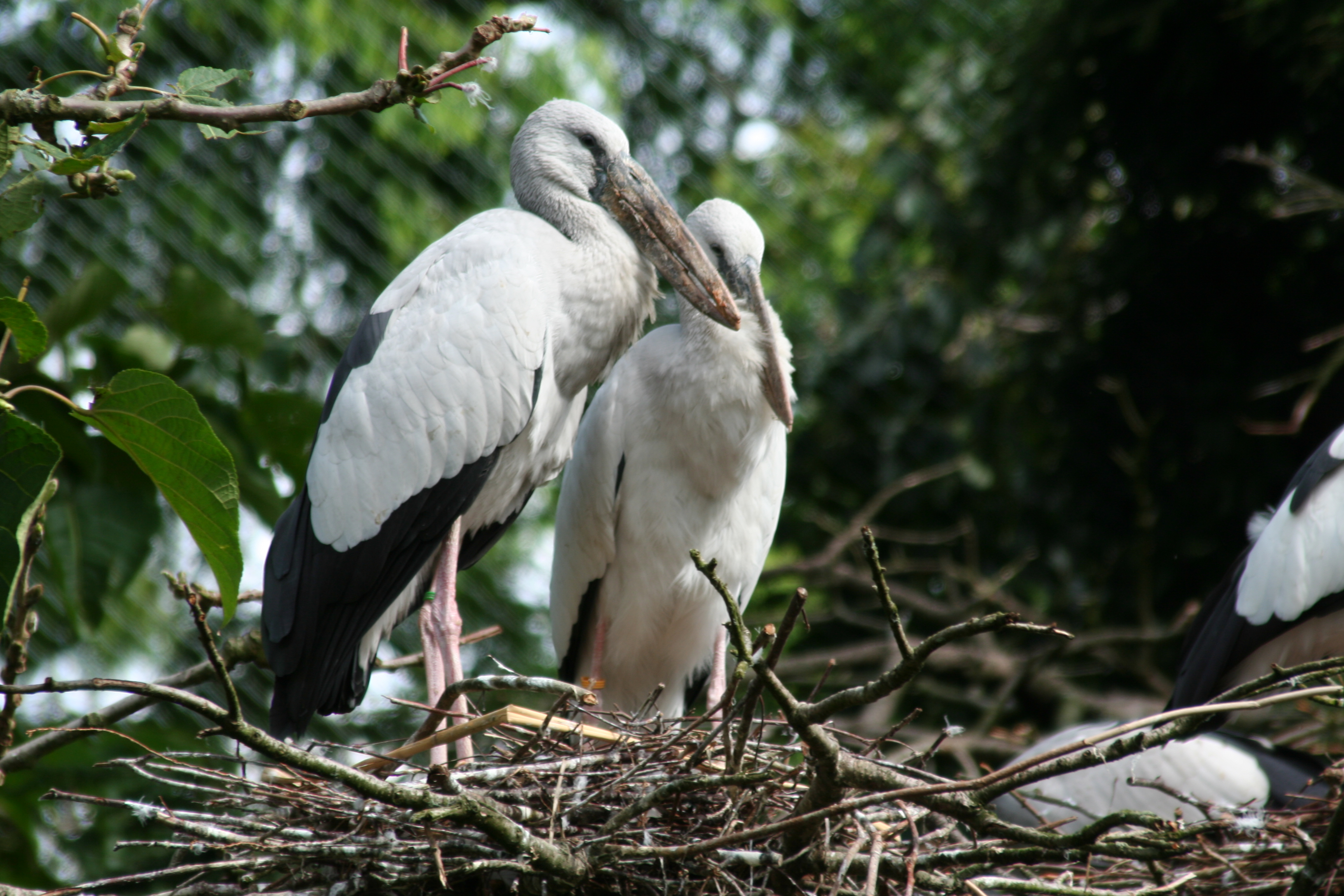